# Boris Nikolajewitsch Romanow
Boris Nikolajewitsch Romanow (russisch Борис Николаевич Романов; * 27. Februar 1937 in Tula; † 10. Februar 2014 ebenda) war ein sowjetischer Radrennfahrer und nationaler Meister im Radsport.

## Sportliche Laufbahn
Romanow war im Bahnradsport aktiv. Er war Teilnehmer der Olympischen Sommerspiele 1956 in Melbourne. Im Sprint belegte er gemeinsam Jack Disney, Ladislav Fouček und Tommy Shardelow den 5. Rang. Romanow gewann im Bahnradsport mehrere nationale Titel in verschiedenen Disziplinen. 1955 siegte er in der Meisterschaft der Junioren im Sprint. 1956 und 1960 holte er den Titel im Sprint bei den Männern. 1955, 1957, 1959, 1960 und 1965 gewann er den nationalen Titel im 1000-Meter-Zeitfahren. Auch in der Mannschaftsverfolgung gewann er den sowjetischen Titel. 
1957 kam er bei den Bahnradsport-Weltmeisterschaften der Amateure auf den vierten Platz im Sprint und war damit der erste sowjetische Bahnsprinter in einem Medaillenfinale einer Weltmeisterschaft. Im Finale um die Bronzemedaille unterlag er gegen Valentino Gasparella. Er startete für die Sportvereinigungen „Spartak“ und „Trud“. Nach seiner aktiven Karriere war er als Trainer im Jugendbereich in Tula tätig.